# سهاله ثاوره
سهاله ثاوره (به عربی: سهالة ثاورة) یک شهرداری در الجزایر است که در استان سیدی بلعباس واقع شده‌است.